# شيبا أرينا
شيبا أرينا هي صالة متعددة الأستخدامات تقع في سوتشي، روسيا. أقيم عليها بعض مباريات هوكي الجليد في الألعاب الأولمبية الشتوية 2014.